# Draaginsigne Dutchbat III
Het Draaginsigne Dutchbat III werd in 2006 ingesteld. Het insigne was een late erkenning voor de 850 naar Bosnië uitgezonden militairen van de legereenheid Dutchbat III die, zo bleek uit een parlementaire enquête, geen kans hadden gekregen om de door moslims bewoonde enclave Srebrenica, een beoogde veilige zône, effectief te verdedigen. Dutchbat was een Nederlands bataljon van de UNPROFOR (de VN-vredesmacht in Joegoslavië).
De Nederlandse militairen waren onvoldoende bewapend en ze kregen geen luchtsteun toen de enclave werd aangevallen. Duizenden Bosnische mannen en jongens zijn na de Val van Srebrenica vermoord door de Bosnisch-Servische strijdkrachten.
Het is Dutchbat III jarenlang aangerekend dat men de enclave niet heeft kunnen beschermen. Het NIOD-rapport en een parlementaire enquête hebben uiteindelijk uitgewezen dat de verantwoordelijkheid voor wat er is gebeurd niet op de militairen mag worden afgewenteld.
Dutchbat I en Dutchbat II, zij dienden eerder in Srebrenica, hebben het ook moeilijk gehad in Bosnië, maar deze onderscheiding is alleen voor de manschappen van Dutchbat III bestemd.
Het draaginsigne was heel bewust bedoeld als een erkenning, niet als beloning, voor de militairen die sinds de val van de enclave zeer negatief in het nieuws kwamen. De toekenning van het insigne gaf desondanks aanleiding tot de kritiek, onder andere van nabestaanden van de slachtoffers en de nabestaanden van de vermoorde inwoners van Srebrenica.
Minister van Defensie Henk Kamp heeft de insignes op 4 december 2006 op de appelplaats van de Johan Willem Frisokazerne in Assen uitgereikt aan al het personeel dat deel uitmaakte van Dutchbat III. Bij het opspelden van de 850 insignes werd de minister bijgestaan door onder anderen commandant Landstrijdkrachten, luitenant-generaal Peter van Uhm, en oud-Dutchbatters. Het draaginsigne geldt als "symbool van erkenning voor de ongeveer 850 militairen die in moeilijke omstandigheden naar eer en geweten hebben gefunctioneerd en ten onrechte gedurende langere tijd in een negatief daglicht zijn gesteld". Ook de toenmalige commandant, Overste Thom Karremans ontving het draaginsigne.
Die dag was eerder een Herinneringsplaquette voor Dutchbat III onthuld bij het Stoottroepenmonument 'Jan de Stoter' in Assen. Op de plaquette is het herinneringsinsigne afgebeeld, met daaronder de woorden "Voor altijd verbonden".
Het insigne is een sierlijk gevormde zilveren Romeinse "III" met een krul die een ‘d’ aan de linkerkant en een ‘b’ aan de rechterkand (db - DutchBat) vormt en het begin en einde van het cijfer verbindt.
Men draagt het insigne, zonder lint, op de rechterborst.
Nabestaanden van slachtoffers alsmede het IKV protesteerden; de Nederlandse ambassadeur in Sarajevo, Karel Vosskühler, werd zelfs ontboden bij de regering van Bosnië.
Museummedaille ·
Erepenning ·
Medaille van de Maatschappij tot Redding van Drenkelingen ·
Doggersbank-medaille ·
Broeder van de Orde van de Nederlandse Leeuw ·
Antwerpsche Medaille 1832 ·
Onderscheidingsteken voor Langdurige, Eerlijke en Trouwe Dienst ·
Eremedaille voor Kunst en Wetenschap ·
Eremedaille voor Voortvarendheid en Vernuft ·
De Ruyter-medaille ·
Regeringsmedaille ·
Medaille van het Carnegie Heldenfonds ·
Medaille van Verdienste van het Nederlandse Rode Kruis ·
Medaille voor trouwe dienst van het Nederlandse Rode Kruis ·
Erkentelijkheidsmedaille 1940-1945 ·
Inhuldigingsmedaille 1948 ·
Herinneringsmedaille Luchtbescherming 1940-1945 ·
Medaille van de Noord- en Zuid-Hollandsche Redding Maatschappij ·
Zilveren Anjer · 
Cultuurfonds Onderscheiding · 
Vrijwilligersmedaille Openbare Orde en Veiligheid ·
Vaardigheidsmedaille van de Nederlandse Sport Federatie ·
Inhuldigingsmedaille 1980 ·
Herinneringsmedaille VN-Vredesoperaties ·
Herinneringsmedaille Multinationale Vredesoperaties ·
Herinneringsmedaille Internationale Missies ·
Huwelijksmedaille 2002 ·
Herinneringsmedaille Buitenlandse Bezoeken ·
Marinemedaille ·
Landmachtmedaille ·
Marechausseemedaille ·
Luchtmachtmedaille
Zie ook: Ridderorden en onderscheidingen in Nederland